# Ajkaceratops kozmai
Ajkaceratops kozmai („Rohatá tvář od (města) Ajka“) byl druh rohatého dinosaura (možná z čeledi Bagaceratopidae), žijícího v období svrchní křídy (geologický stupeň santon, asi před 86 až 84 miliony let) na území dnešního Maďarska (pohoří Bakony, geologické souvrství Csehbánya). Formálně byl popsán roku 2010.

## Popis
Jednalo se o malého, jen asi 1 metr dlouhého trpasličího zástupce skupiny, ke které později patřili obři typu triceratopse. Překvapením je existence těchto dinosaurů na území současné Evropy, odkud dříve nebyli známí. Zřejmě šlo o trpasličí formu, která na toto ostrovní území migrovala z východní Asie.
V roce 2024 byla publikována další vědecká práce, naznačující, že Ajkaceratops ve skutečnosti nemusel být zástupcem skupiny Ceratopsia a mohlo se jednat o dosud neznámou formu ptakopánvého dinosaura. Na základě úlomkovitého a nekompletního dostupného fosilního materiálu totiž není možné s jistotou určit, do jaké vývojové skupiny ptakopánvých tento dinosaurus patřil.